# 博格爾科納 (印第安納州)
博格爾科納（英語：Bogle Corner）是位於美國印第安納州克萊縣的一個非建制地區。該地的面積和人口皆未知。

## 地理
博格爾科納的座標為39°10′39″N 87°11′05″W / 39.17750°N 87.18472°W，而該地的平均海拔高度為184米（即604英尺）。